# John Gladstone

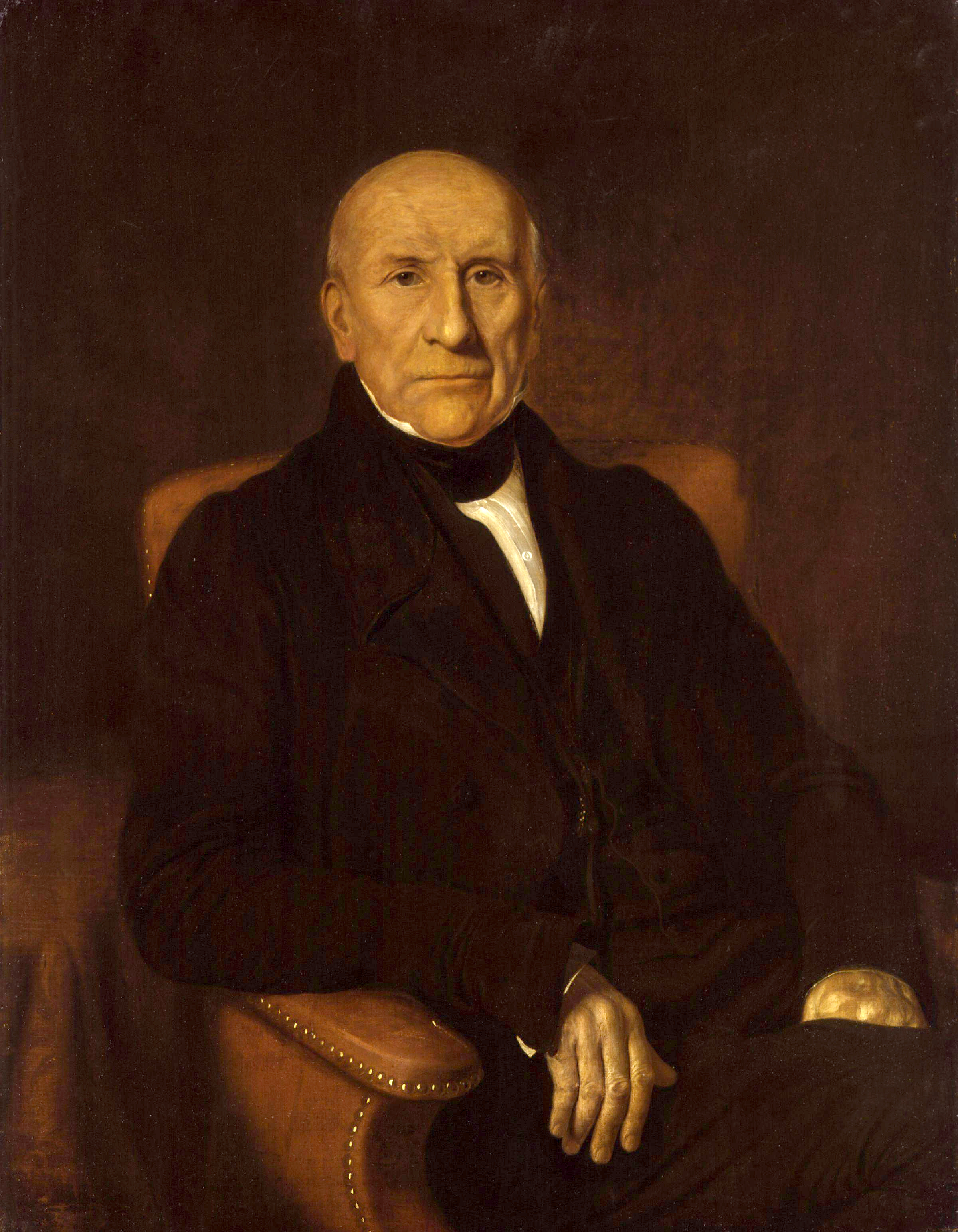
Porträt John Gladstones, ca. 1830.

John Gladstone (* 11. Dezember 1764; † 7. Dezember 1851) war ein britischer Unternehmer, Politiker und Sklavenhalter. Er war der Vater des britischen Premierministers William Ewart Gladstone.

## Leben
John Gladstone wurde 1764 als Sohn von Thomas und Nelly Gladstones in Schottland geboren. Im Alter von 25 Jahren machte er mit dem Import von Getreide und Tabak nach Großbritannien ein Vermögen. Später war er im Baumwollgeschäft tätig und legte einen Schwerpunkt seiner Aktivitäten auf Plantagen in Westindien. Außerdem war er Direktor der Royal Bank of Scotland und finanzierte Eisenbahnen, Kanäle und andere Infrastrukturprojekte. Sein Vermögen betrug 15.900 Pfund im Jahre 1785, 145.600 Pfund im Jahre 1812 und 502.000 Pfund im Jahr 1828. 1833 besaß er 636.000 Pfund.
1818 wurde er für die Tories Mitglied des britischen Parlamentes. Er heiratete zwei Mal. Während die erste Ehe kinderlos blieb, wurden in der zweiten 6 Kinder geboren. Auch einige seiner Söhne wurden Politiker, so z. B. sein jüngster Sohn William Ewart Gladstone.

## Sklavenhalter
Gladstone war einer von Großbritanniens größten Sklavenhaltern. Auf Demerara, im heutigen Guayana, besaß er sieben Plantagen, auf denen Kaffee und Zucker angebaut wurden. Auf seinen Plantagen arbeiteten mehr als 2000 versklavte Frauen, Männer und Kinder. Die Sklaven waren Gladstones Eigentum und wurden bei Ungehorsam ausgepeitscht oder an den Pranger gestellt.